# Question at me
《question at me》為林原惠於1999年5月28日發行的第22張單曲。
由King Records發行、販售（KIDA-180）。

## 概要
- 與前作相隔了半年的空白期，為林原惠於1999年發行的第1張單曲。
- 朝日電視台深夜播放的特撮劇《千年王國三劍客》（千年王国三枪手）的主題曲。
- 這是繼林原在動畫作品以外的商業搭配「Until Strawberry Sherbet」以來與非動畫節目的合作，且作為真人節目的商業搭配作品這是第一次（不過林原本人未參加演出）。
- 在Oricon排行榜初登場為第14名，從《Successful Mission》開始的連續單曲榜前10名的紀錄也到此中斷。

## 收錄曲
1. question at me [4:22]
  - 作詞：MEGUMI、作曲：佐藤英敏、編曲：五島翔
  - 朝日電視台特撮劇《千年王國三劍客》主題曲
2. ～從那之後～ [4:54]
  - 作詞：MEGUMI、作曲：佐藤英敏、編曲：小林信吾
3. question at me （Karaoke）
4. 〜從那之後〜 （Karaoke）

## 收錄專輯
- question at me
原創專輯《輕飄飄》（收錄Album Version）
- 〜從那之後〜
原創專輯《輕飄飄》
精選輯《VINTAGE S》